# Стела «Город воинской славы» (Елец)
Па́мятник-сте́ла «Го́род во́инской сла́вы» был открыт 7 мая 2010 года в городе Елец на Красной площади города, напротив Вознесенского собора. Стела установлена в память о присвоении Ельцу почётного звания «Город воинской славы».

## История
Многие поколения ельчан внесли свою лепту в созидание Российского государства. Жители Ельца охраняли рубежи Отечества от половцев и печенегов, от монгол и татар, от поляков и французов, а в ХХ столетии — от немецко-фашистских завоевателей. Важное место в истории Великой Отечественной войны занимает Елецкая наступательная операция, предпринятая в период с 6 по 16 декабря 1941 года войсками правого крыла Юго-Западного фронта РККА в ходе контрнаступления под Москвой. После Победы домой вернулась всего четверть жителей Ельца — участников Великой Отечественной войны.

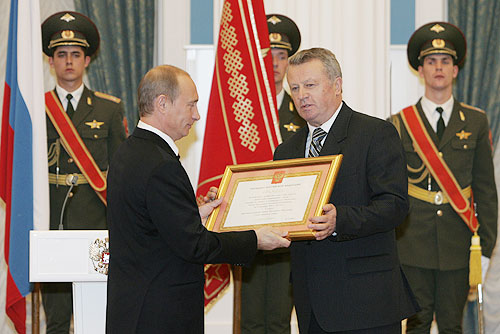
Вручение грамоты о присвоении Ельцу почётного звания

Незадолго до празднования 30-летия Великой Победы (1975 год) городские власти обращались с ходатайством к Верховному Совету СССР о награждении Ельца орденом Отечественной войны, однако оно не было удовлетворено. Второй этап восстановления исторической справедливости начался после введения в 2006 году почётного звания «Город воинской славы». По инициативе ветерана А. И. Бурцева председателем городского совета ветеранов М. Г. Скрипкиным было созвано заседание организации, на котором её члены единогласно проголосовали за то, чтобы начать сбор необходимых документов для присвоения Ельцу звания «Город воинской славы». Инициатива общественников получила поддержку властей, и Указом президента Российской Федерации № 1347 от 8 октября 2007 года городу Ельцу это высокое звание было присвоено. 7 ноября 2007 года в Екатерининском зале Московского Кремля состоялась церемония вручения грамот о присвоении звания городам, в числе которых был Елец. В состав городской делегации вошли глава администрации В. А. Соковых, председатель совета ветеранов М. Г. Скрипкин и председатель комитета по физической культуре и спорту К. В. Савчишкин.
В соответствии с Указом Президента РФ от 1 декабря 2006 года № 1340, в каждом городе, удостоенном этого высокого звания, устанавливается стела, посвященная этому событию. Архитектурно-скульптурное решение памятной стелы «Город воинской славы» утверждено Российским Организационным Комитетом «Победа» по результатам открытого всероссийского конкурса, в котором в 2008 году победил проект авторского коллектива в составе: Заслуженный архитектор России, действительный член Международной академии архитектуры И. Н. Воскресенский, архитекторы Г. А. Ишкильдина, В. В. Перфильев, Заслуженный художник России, член-корреспондент Российской академии художеств, скульптор С. А. Щербаков. Памятник решено было установить напротив Вознесенского собора на Красной площади. Торжественное открытие мемориала состоялось 7 мая 2010 года. В церемонии приняли участие представители администрации города и области, духовенства и общественных организаций, в том числе ветеранов и молодёжи.
Символ мужества и воинской славы выточен из монолитного гранита. На верху колонны — позолоченный государственный герб, на постаменте — президентский Указ о присвоении городу почетного звания. На углах площадки — скульптурные барельефы со всеми ратными подвигами ельчан. Площадь со стелой стала местом проведения главного в регионе военного парада в День Победы.
30 апреля 2010 года поступила в обращение почтовая марка, а 3 октября 2011 года в обращение была выпущена памятная монета «Город воинской славы Елец» номиналом 10 рублей. Ещё одним символом стал Меч Победы, вручённый Ельцу, как и другим городам воинской славы, 9 июня 2022 года в зале Славы Музея Победы в парке Победы на Поклонной горе в Москве. Изготовленный в Златоусте меч покрыт золотом высшей 999,9 пробы и инкрустирован уральскими самоцветами — гранатами, символизирующими пролитую кровь, и голубыми топазами, которые считаются символом мира. Длина мечей составляет 1,2 метра, вес — более пяти килограммов. На клинке, украшенном растительным орнаментом, высечены знаменитые слова князя Александра Невского: «Кто с мечом к нам придет, тот от меча и погибнет». Ранее, в апреле 2015 года, аналогичные Мечи Победы были переданы на вечное хранение городам-героям.
Памятная стела изображена на орденском знаке «Елец — город воинской славы», учреждённом в 2018 году на сессии Елецкого горсовета.

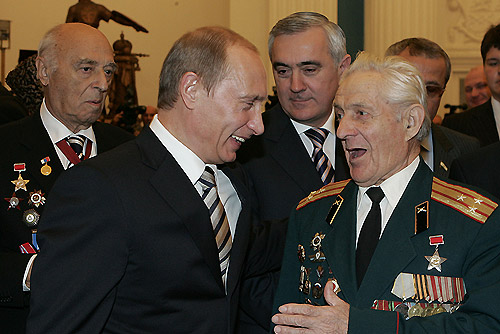
В. В. Путин и М. Г. Скрипкин на церемонии награждения в Кремле
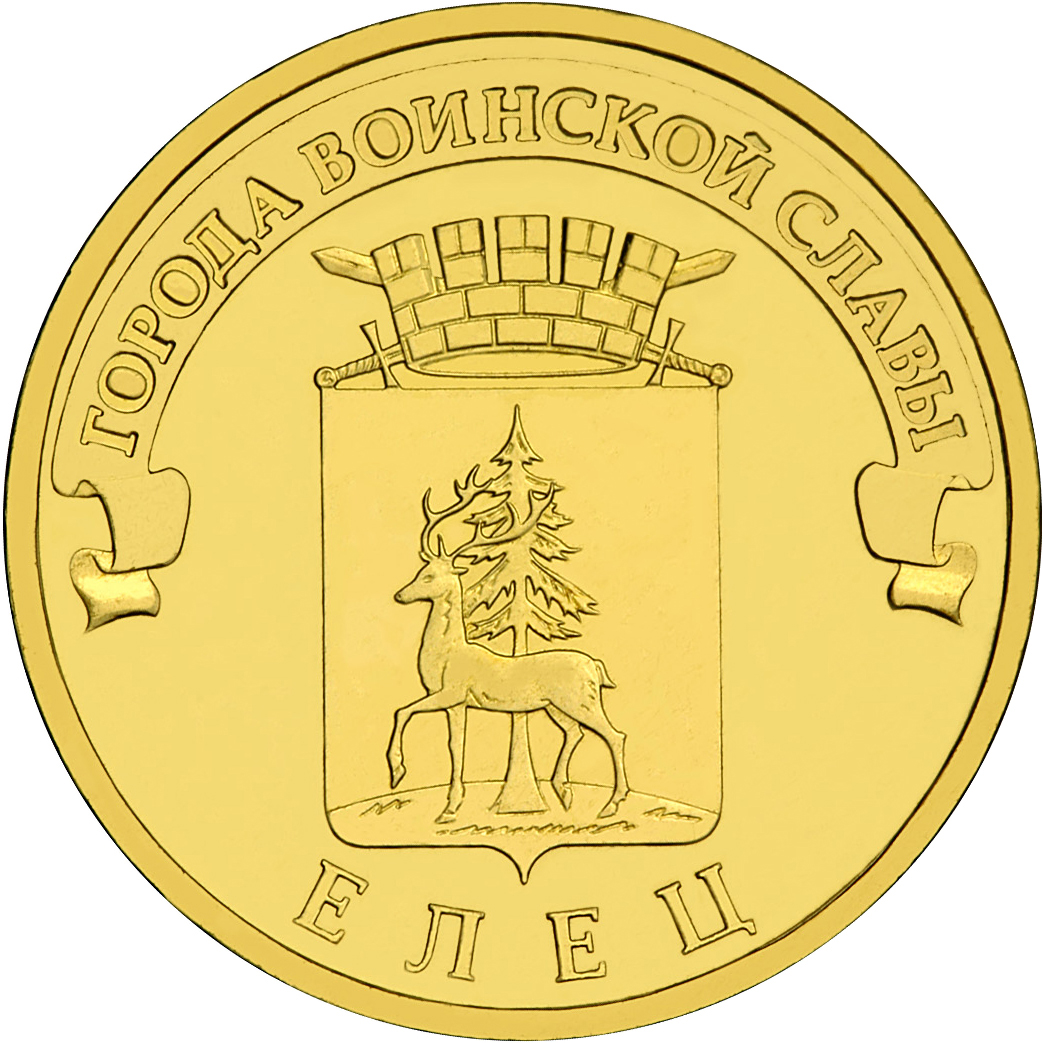
Изображение герба города воинской славы на монете
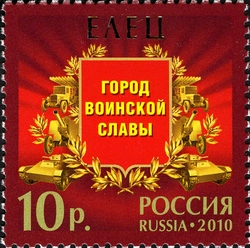
Памятная марка, посвящённая городу воинской славы
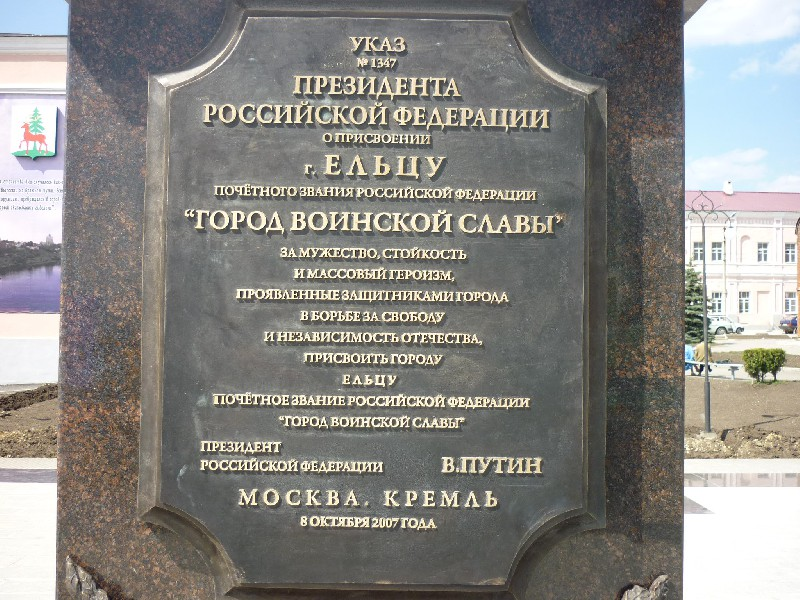
Картуш с текстом указа
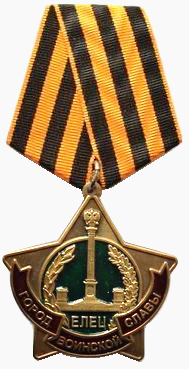
Наградной знак
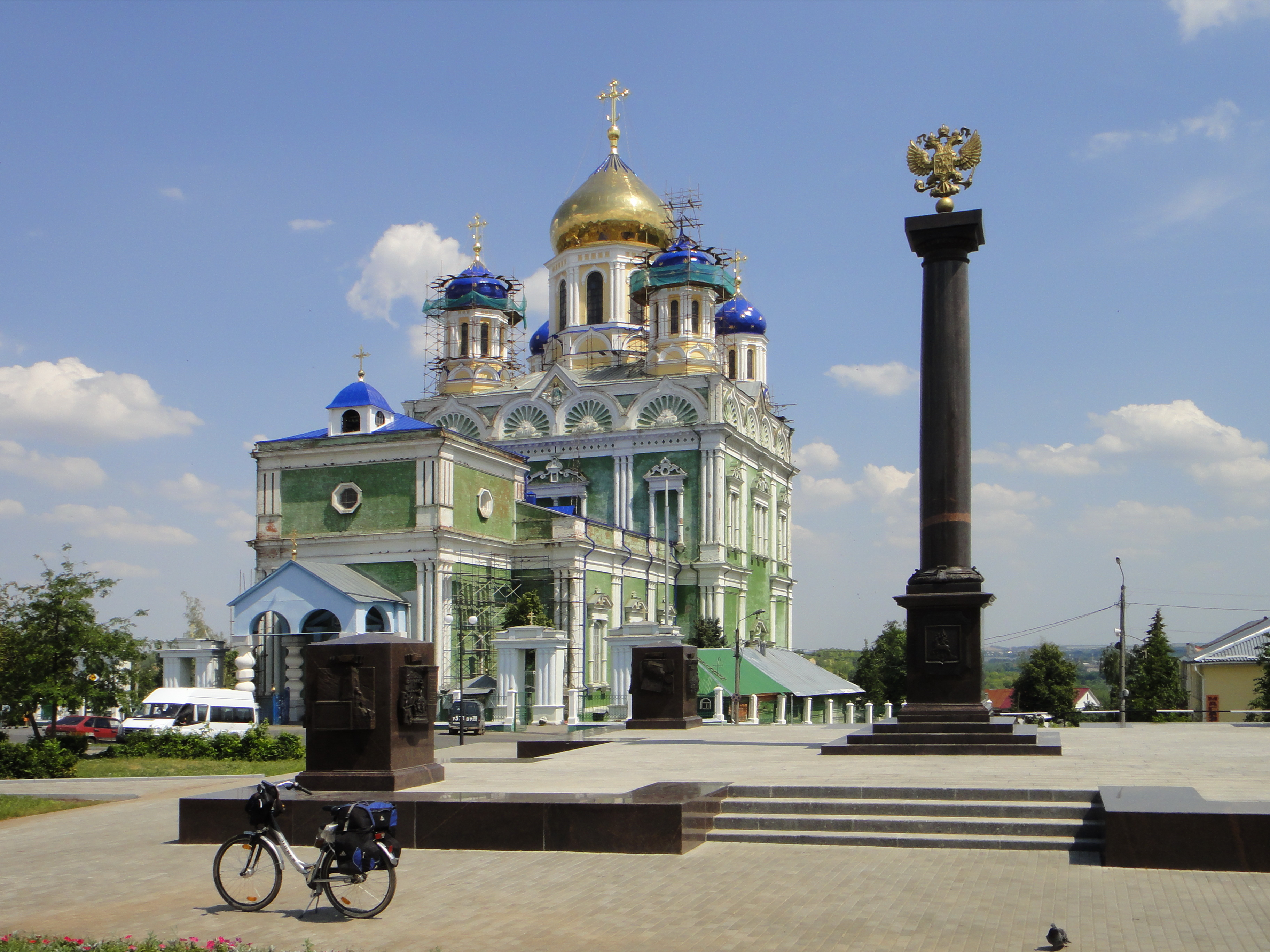
Стела и Вознесенский собор